# Mario and Donkey Kong: Minis on the Move
Mario and Donkey Kong: Minis on the Move (マリオ & ドンキーコング ミニミニカーニバル) est un jeu vidéo de réflexion développé par Nintendo Software Technology et édité par Nintendo, sorti en 2013 sur Nintendo 3DS.

## Accueil
- IGN : 7,0/10[1]